# New England Blizzard 1998-1999
La stagione 1998-99 delle New England Blizzard fu la 3ª nella ABL per la franchigia.
Le New England Blizzard erano al quinto posto nella Eastern Conference con un record di 3-10 al momento del fallimento della lega.

## Roster
| N° | Naz.                   | Ruolo | Sportivo          | Anno | Alt. | Peso |
| -- | ---------------------- | ----- | ----------------- | ---- | ---- | ---- |
|    | Stati Uniti (bandiera) | G     | Markita Aldridge  | 1973 | 180  | 69   |
|    | Stati Uniti (bandiera) | A     | Carla Berube      | 1975 | 183  | 70   |
|    | Stati Uniti (bandiera) | AC    | Barbara Bolden    | 1969 | 188  | 82   |
|    | Stati Uniti (bandiera) | AC    | Barbara Farris    | 1976 | 191  | 91   |
|    | Stati Uniti (bandiera) | GA    | Dale Hodges       | 1968 | 185  | 77   |
|    | Stati Uniti (bandiera) | G     | Carolyn Jones     | 1969 | 176  | 79   |
|    | Stati Uniti (bandiera) | A     | Stacey Lovelace   | 1974 | 193  | 72   |
|    | Israele (bandiera)     | G     | Limor Mizrachi    | 1970 | 170  | 59   |
|    | Stati Uniti (bandiera) | G     | Jennifer Rizzotti | 1974 | 167  | 66   |
|    | Stati Uniti (bandiera) | GA    | Jannon Roland     | 1975 | 185  | 76   |
|    | Stati Uniti (bandiera) | C     | Kara Wolters      | 1975 | 201  | 103  |

## Staff tecnico
Allenatore: K.C. Jones